# Peter Fischli och David Weiss
Peter Fischli, född 8 juni 1952 i Zürich, och David Weiss, född 21 juni 1946 i Zürich, död 27 april 2012 i Zürich, var en schweizisk konstnärsduo, ofta förkortad som Fischli/Weiss, som arbetade tillsammans mellan åren 1979 och 2012. De är väl etablerade på den internationella konstscenen och är några av de mest kända konstnärerna från Schweiz. De rönte stor uppmärksamhet med sitt filmprojekt "Der Lauf der Dinge" (fritt översatt "Den väg saker tar").
Peter Fischli studerade vid Accademia di Belle Arti i Urbino 1975–1976 och vid Accademia di Belle Arti i Bologna 1976–1977. David Weiss studerade vid Kunstgewerbeschule i Zurich 1963–1964 och vid Kunstgewerbeschule i Basel 1964–1965. Deras första samarbete var en serie fotografier, "Wurstserie" ('korvserie') (1979), som bestod av bilder av olika typer av kött och korvar och andra vardagsobjekt.
Fischli/Weiss arbetar med en mängd olika medier, bland annat film, foto, skulptur och installation. Deras arbeten beskrivs ibland som humoristiska och ironiska. Paret vann Guldlejonet på Venedigbiennalen år 2003 för sitt verk "Questions", en installation bestående av över 1 000 diabilder med existentiella frågor som konstnärerna hade samlat under många år. 
Den 27 april 2012 dog David Weiss av cancer.